# Stimdromia angulata
Stimdromia angulata is een krabbensoort uit de familie van de Dromiidae. De wetenschappelijke naam van de soort is voor het eerst geldig gepubliceerd in 1936 door Sakai.